# Cantón de Beaumesnil
El cantón de Beaumesnil era una división administrativa francesa, que estaba situada en el departamento de Eure y la región de Alta Normandía.

## Composición
El cantón estaba formado por diecisiete comunas:
- Ajou
- Beaumesnil
- Bosc-Renoult-en-Ouche
- Épinay
- Gisay-la-Coudre
- Gouttières
- Grandchain
- Jonquerets-de-Livet
- La Barre-en-Ouche
- Landepéreuse
- La Roussière
- Le Noyer-en-Ouche
- Saint-Aubin-des-Hayes
- Saint-Aubin-le-Guichard
- Saint-Pierre-du-Mesnil
- Sainte-Marguerite-en-Ouche
- Thevray

## Supresión del cantón de Beaumesnil
En aplicación del Decreto n.º 2014-241 de 25 de febrero de 2014, el cantón de Beaumesnil fue suprimido el 22 de marzo de 2015 y sus 17 comunas pasaron a formar parte del nuevo cantón de Bernay.